# Egidio Premiani
Egidio Premiani, né le 16 février 1908 à Trieste, en Littoral autrichien, où il est décédé 18 mai 2002, est un ancien joueur italien de basket-ball.

## Palmarès
- Champion d'Italie 1932 et 1934